# CYNTHIA ALIVE
『CYNTHIA ALIVE』（シンシア アライブ）は、南沙織通算5作目のCD-BOX。2020年7月2日発売。発売元はソニー・ミュージックダイレクト。規格品番はDYCL-3589/3594。

## 解説
ソニー系列のECサイト「Sony Music Shop」内のオーダーメイドファクトリーで商品化が決定し、南沙織自身の誕生日に発売されたCD6枚組、全シングルA面曲を含めた110曲収録のCD-BOXである。オーダーメイドファクトリーから発売されたボックス・セットは『ドーナツ盤型12cmCDコレクション』（2004年9月1日発売、FCCX-10001/10028）以来となった。
オーダーメイドファクトリーでは、1971年6月1日に「17才」（SONA-86183）で歌手デビューをしてから2020年で50周年目に突入した記念企画第1弾として告知された。選曲はクリス松村によるもので、「名曲「17才」の呪縛があるとしたら、それを一度、解放してみてもいいのではないか」という思いの上で選曲したとクリス松村自身が述べている。
発売に際し、音源に対してデジタル・リマスタリングが施された。マスタリング・エンジニアはGOH HOTODAが担当した。また、CD規格は「高品質CD」とされるBlu-specCD2仕様である。CDパッケージは縦長三面見開き仕様であり、歌詞や歌手活動時の未公開を中心とした写真、クリス松村の手記、クリス松村と南沙織（名義はシンシア）の8ページ対談、月刊明星（1974年10月号）に掲載された著名人のコメントなどを収めたブックレットが付属している。起用されたジャケット写真は篠山紀信により撮影されたものである。
ディスク6の18曲目に収録された「苦いレモン」は、1994年に録音されたままお蔵入りしていた楽曲で、本アルバム収録に際してGOH HOTODAがミックスを施している。対談内で、1990年代中ごろに数曲をレコーディングしたまま制作中止となったアルバムに収録予定であった中の1曲だと明かされている。
Sony Music Shopでは発売当時、先着でクリアファイルが付与される特典があった。

## 収録曲
- 作詞者、作曲者、編曲者はリンク先を参照のこと。
- 太字はシングルA面として発売された曲（両A面曲、差し替え曲含む）

| Blu-spec CD2 | 収録曲 | 演奏時間 |
| Disc.1       | 01. ファンレター -SO GOOD SO NICE-（Remix version） 02. MUSIC MAKES OUR FUTURE 03. やさしく歌って 04. I LOVE YOU BEST（哀しい妖精） 05. GIFTS 06. 春の予感 -I've been mellow- 07. ミッドナイト シンデレラ 08. 青い服の想い出 09. シングル・ルーム 10. Still my life 11. ハロー・シャンペン 12. アリスの世界 13. ANGELA（アンジェラ） 14. 愛はめぐり逢いから 15. 引き潮 16. もう一人 17. グッバイガール | 5分27秒 4分9秒 4分33秒 3分54秒 3分28秒 3分8秒 5分34秒 3分38秒 4分0秒 4分52秒 3分10秒 3分52秒 3分31秒 3分27秒 5分57秒 3分39秒 3分31秒                        |
| Disc.2       | 01. 青春に恥じないように 02. 朝もやの中で 03. 秋がくるから淋しいのです 04. 九月のエピソード 05. 風のささやき 06. 雨のイマージュ 07. 木枯しの精 08. 想い出通り 09. 街角のラブソング 10. ふりむいた朝 11. BACK HOME 12. GET DOWN BABY 13. ジョーのコンサート 14. 別れのマチネー 15. LINGER 16. もどかしい夢 17. あとずさりする月日 18. 青空 19. 幸せの予感                                               | 3分30秒 3分35秒 3分23秒 3分53秒 3分37秒 5分33秒 3分9秒 2分35秒 3分21秒 3分9秒 2分44秒 3分1秒 5分50秒 4分30秒 4分2秒 3分55秒 3分31秒 4分45秒 3分17秒         |
| Disc.3       | 01. シンプル・シティー 02. おはようさん 03. ゴー・アウェイ・リトル・ガール 04. 美しい誤解 05. うつろな想い 06. 愛するハーモニー 07. カリフォルニアの青い空 08. ふたりの急行列車 09. 六本木 10. 20才の立場 11. 傷つく世代 12. 純潔 13. HARLEM SONG 14. 悲しきヒロイン 15. 編みかけの手袋 16. ゆれる午後 17. 気がむけば電話して 18. 二十歳ばなれ 19. ひとねむり 20. 哀しい妖精                           | 3分3秒 2分56秒 2分16秒 2分23秒 4分0秒 2分26秒 3分8秒 3分35秒 3分58秒 3分37秒 2分38秒 3分2秒 2分48秒 2分51秒 3分23秒 3分32秒 3分10秒 5分22秒 3分25秒 3分40秒 |
| Disc.4       | 01. Ms.（ミズ） 02. Good-bye My Yesterday 03. Knife and Cake 04. FINESSE duet with 南佳孝 05. しなやかなケ・ダ・モ・ノ 06. シャワーの中で 07. CAN'T WAIT TO DREAM ABOUT YOU 08. 恋人達の場所 09. 女性 10. つぶやき 11. 写真 12. 君のともだち 13. EARLY MORNING RAIN（朝の雨） 14. 第三者 15. ひとかけらの純情 16. 早春の港 17. 昨日の街から                                                            | 3分53秒 4分10秒 4分41秒 3分57秒 3分39秒 3分25秒 3分5秒 5分7秒 3分2秒 3分13秒 4分20秒 2分58秒 3分21秒 3分27秒 3分6秒 2分51秒 2分43秒                         |
| Disc.5       | 01. バラのかげり 02. フラワー・ショップ 03. 哀愁のページ 04. PEOPLE TALK（輝く瞳） 05. 結婚志願 06. イリュージョン 07. SPIN AWAY 08. スウィート・キャロライン 09. いとしい傷 10. 愛なき世代 11. 殉愛 12. 夜霧の街 13. DRUGSTOREのひと 14. 船乗りジミー 15. 休日の午後 16. 港のように 17. ローズ・ガーデン 18. ともだち 19. 夏の感情                                                                    | 3分15秒 3分11秒 2分48秒 3分13秒 3分19秒 4分44秒 4分13秒 3分41秒 2分39秒 4分31秒 3分18秒 3分16秒 3分27秒 4分18秒 3分3秒 2分50秒 3分0秒 3分9秒 2分42秒        |
| Disc.6       | 01. 愛は一度だけですか 02. 田園交響楽 03. 色づく街 04. よろしく哀愁 05. シンシアの青春 06. 人恋しくて 07. 若い旅人 08. 潮風のメロディ 09. 17才 10. 魚たちはどこへ 11. 素顔のままで 12. 初恋 13. 或る日 14. アンコール 15. さよならにかえて 16. 未知への想い 17. 約束 18. 苦いレモン | 5分4秒 3分6秒 2分51秒 4分58秒 3分13秒 4分23秒 3分19秒 3分30秒 2分46秒 2分23秒 3分54秒 4分38秒 2分57秒 4分43秒 4分0秒 2分21秒 4分4秒 3分37秒                 |

## 未発表曲
- 苦いレモン - 1994年録音音源（本ボックスで新たにミックス）
  - 作詞: 松本隆、作曲: 筒美京平、編曲: 大村雅朗